# Cartas de Kew

Las Cartas de Kew (también llamadas Circulares de Kew) fueron unas cartas escritas por el estatúder Guillermo V, Príncipe de Orange, entre el 30 de enero y el 8 de febrero de 1795 en la "Casa holandesa" del Palacio de Kew, donde se alojaba temporalmente tras su huida a Inglaterra del 18 de enero de 1795. 

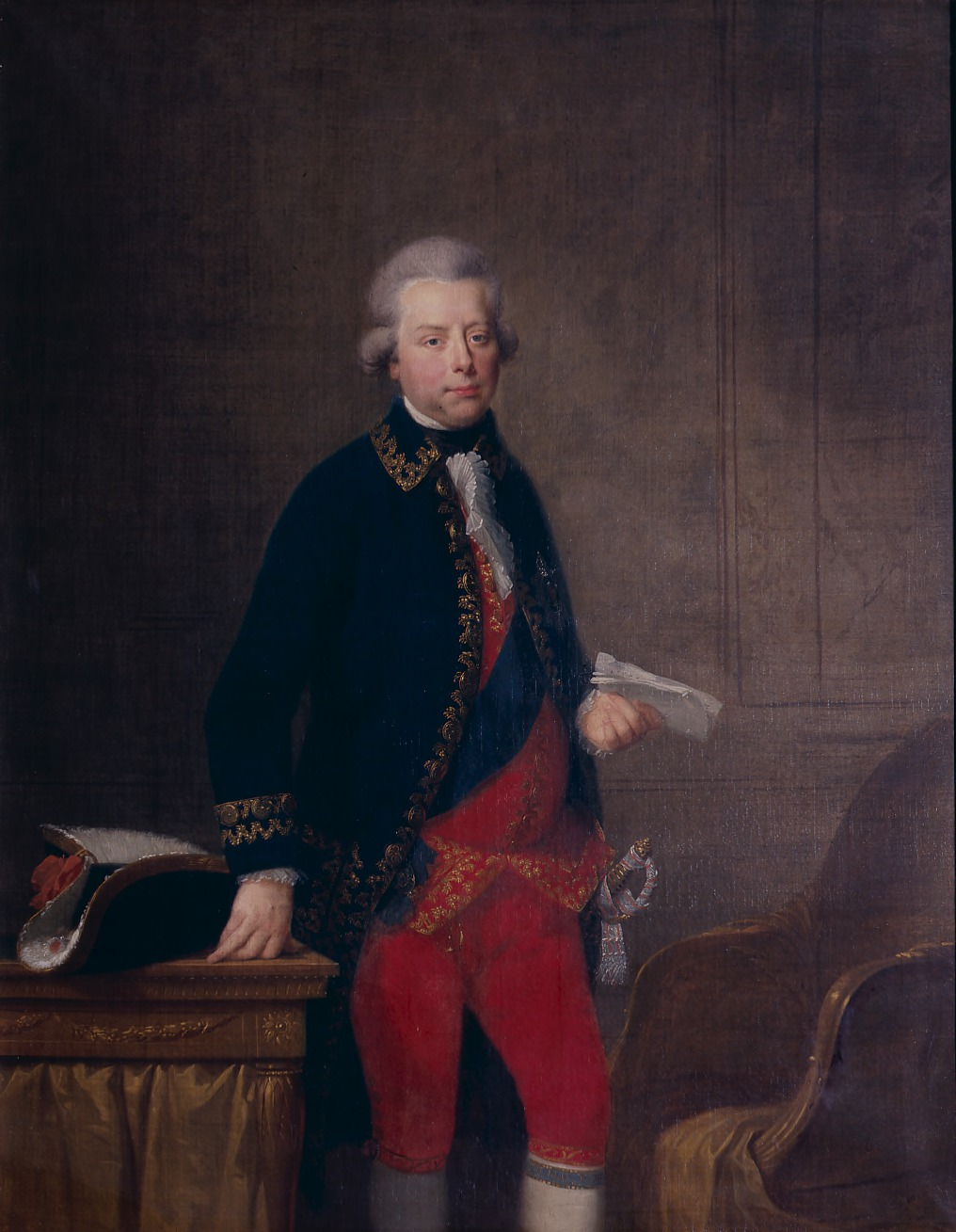
Estatúder Guillermo V, Príncipe de Orange, autor de las Cartas de Kew.

Las cartas fueron escritas como Capitán-general de la República holandesa y dirigidas a las autoridades civiles y militares de las provincias de Zelanda y Frisia (que no habían capitulado todavía), a los capitanes de barcos holandeses en puertos británicos y a los gobernadores coloniales holandeses. Les instaba a continuar resistiendo en cooperación con Gran Bretaña contra las fuerzas armadas de la república francesa, que había invadido la República holandesa y forzado su huida a Inglaterra. En particular, las cartas a los gobernadores coloniales jugaron un papel clave al lograr que se rendieran a los británicos "para su custodia".
Los gobernadores de Malaca, Ambon y Sumatra cumplieron sin lucha. Cochín se rindió después de un breve bombardeo. El resto de los enclaves holandeses en la India y Sri Lanka fueron pronto sometidos. Incluso cuando los gobernadores no acataron la orden de someterse a las fuerzas británica, las cartas causaron problemas de moral y dudas entre sus fuerzas.
En 1801 Guillermo V y su hijo reconocieron la república Bátava  y renunciaron a su título hereditario de estatúder mediante las cartas de Oranienstein.